# David Neeleman
David Gary Neeleman (San Paolo, 16 ottobre 1959) è un imprenditore statunitense, fondatore di quattro compagnie aeree commerciali, Morris Air, WestJet, JetBlue Airways e Azul Linhas Aéreas. È co-proprietario dell'ex compagnia di bandiera portoghese TAP Air Portugal e detiene il 32% della compagnia aerea francese Aigle Azur. Dal 2017, è anche cittadino di Cipro.

## Biografia
Neeleman è nato a San Paolo , in Brasile, e cresciuto in Utah in una famiglia di discendenza olandese e americana. Ha vissuto in Brasile fino all'età di cinque anni.
Ha co-fondato (con June Morris) Morris Air, una compagnia aerea charter low-cost, e dal 1984 al 1988, è stato il vice presidente esecutivo della compagnia. Nel 1988 Neeleman assume la guida di Morris Air come presidente. Nel 1993, quando Morris Air è stata acquistata dalla Southwest Airlines per 130 milioni di dollari (Neeleman ne ha ricevuti 25 dalla vendita), ha lavorato per 5 mesi nel comitato esecutivo per la pianificazione.
Dopo aver lasciato Southwest, Neeleman è diventato amministratore delegato di Open Skies, un'azienda di sistemi di prenotazione aerea e sistemi di check-in touch screen , successivamente acquisita da HP nel 1999. Allo stesso tempo, ha collaborato con un'altra compagnia aerea appena nata, WestJet . JetBlue è stata incorporata in Delaware nell'agosto 1998 e ufficialmente fondata nel febbraio 1999, con il nome "NewAir" di Neeleman.
Come CEO di JetBlue Airways , il suo stipendio del 2002 era di 200.000 di dollari con un bonus di 90.000. Neeleman ha donato il suo intero stipendio al JetBlue Crewmember Crisis Fund.
Il 10 maggio 2007, David Neeleman è stato sostituito da David Barger (nato nel 1959) come CEO di JetBlue e il 21 maggio 2008 è stato sostituito come presidente del consiglio da Joel Peterson .
Il 27 marzo 2008 Neeleman ha ufficialmente annunciato l'intenzione di lanciare una nuova compagnia aerea, Azul (portoghese per "blu"), una compagnia aerea nazionale in Brasile . Attualmente Azul è la terza compagnia aerea del Brasile.
Il 30 ottobre 2013 Neeleman e il suo fratello più giovane, Mark James Neeleman, co-fondatore di Azul,  hanno annunciato il lancio di una nuova società, Vigzul, una società di sicurezza e monitoraggio della casa. Vigzul è nata da un'idea di Mark Neeleman ed è stata fondata da David Allred e Brett Chambers, con Neeleman presidente del consiglio di amministrazione e principale investitore.
Nel giugno 2015, il governo portoghese ha deciso di vendere il gruppo TAP Portugal, proprietario del vettore aereo nazionale, TAP Air Portugal, al consorzio Gateway con David Neeleman, in collaborazione con Humberto Pedrosa, che assume il controllo del 61% del capitale del Vettore portoghese. TAP Air Portugal manterrà il Portogallo come hub principale della compagnia aerea per un minimo di 30 anni.

## Vita privata
Neeleman, membro della Chiesa di Gesù Cristo dei Santi degli Ultimi Giorni (Mormon), ha servito una missione di due anni in Brasile quando aveva 19 anni.
È padre di dieci figli. Ha vinto il Tony Jannus Award nel 2005 per laleadership nel settore dell'aviazione commerciale. Parla fluentemente il portoghese e detiene cittadinanza brasiliana, americana e cipriota.